# هاتون کاسا
هاتون کاسا (به اسپانیایی: Hatun Q'asa) یک کوه در پرو است که در Peru, Apurímac Region واقع شده‌است. هاتون کاسا ۵٬۰۰۰ متر بالاتر از سطح دریا واقع شده‌است.